# Козацьке (Каховський район)
Коза́цьке (вимоваⓘ) — селище в Україні, у Новокаховській міській громаді, Каховського району, Херсонської області.

## Географія
На південно-східній околиці селища річка Козацька витікає з Дніпра.

## Історія

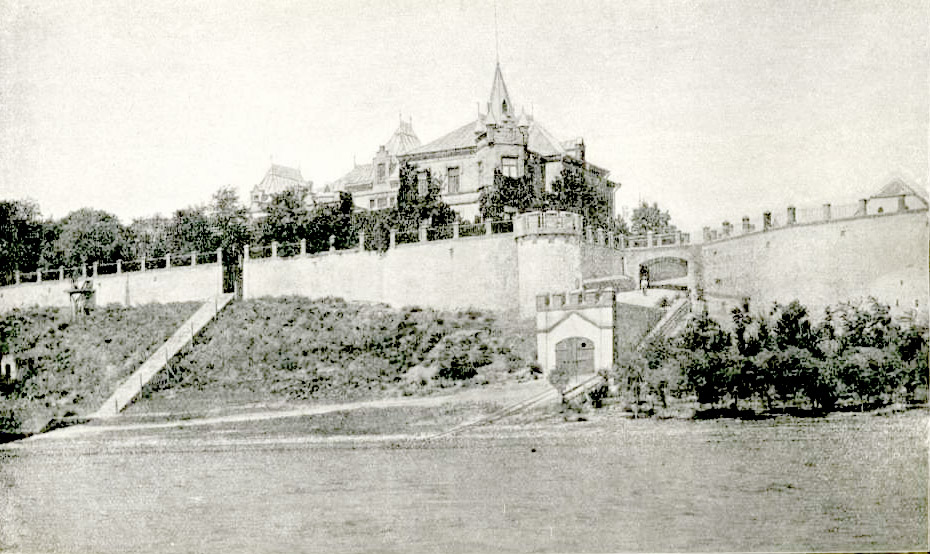
Маєток князя Трубецького, початок XX ст.

За архівними даними, Козацьке було засновано 9 червня 1782 р., як володіння Івана Андрійовича Остермана і охоплювало територію близько 164 км². Назва населеного пункту походить від дніпровського рукава Козак, на якому лежить село. Вперше згадується у «Великому кресленні» 1672 р.

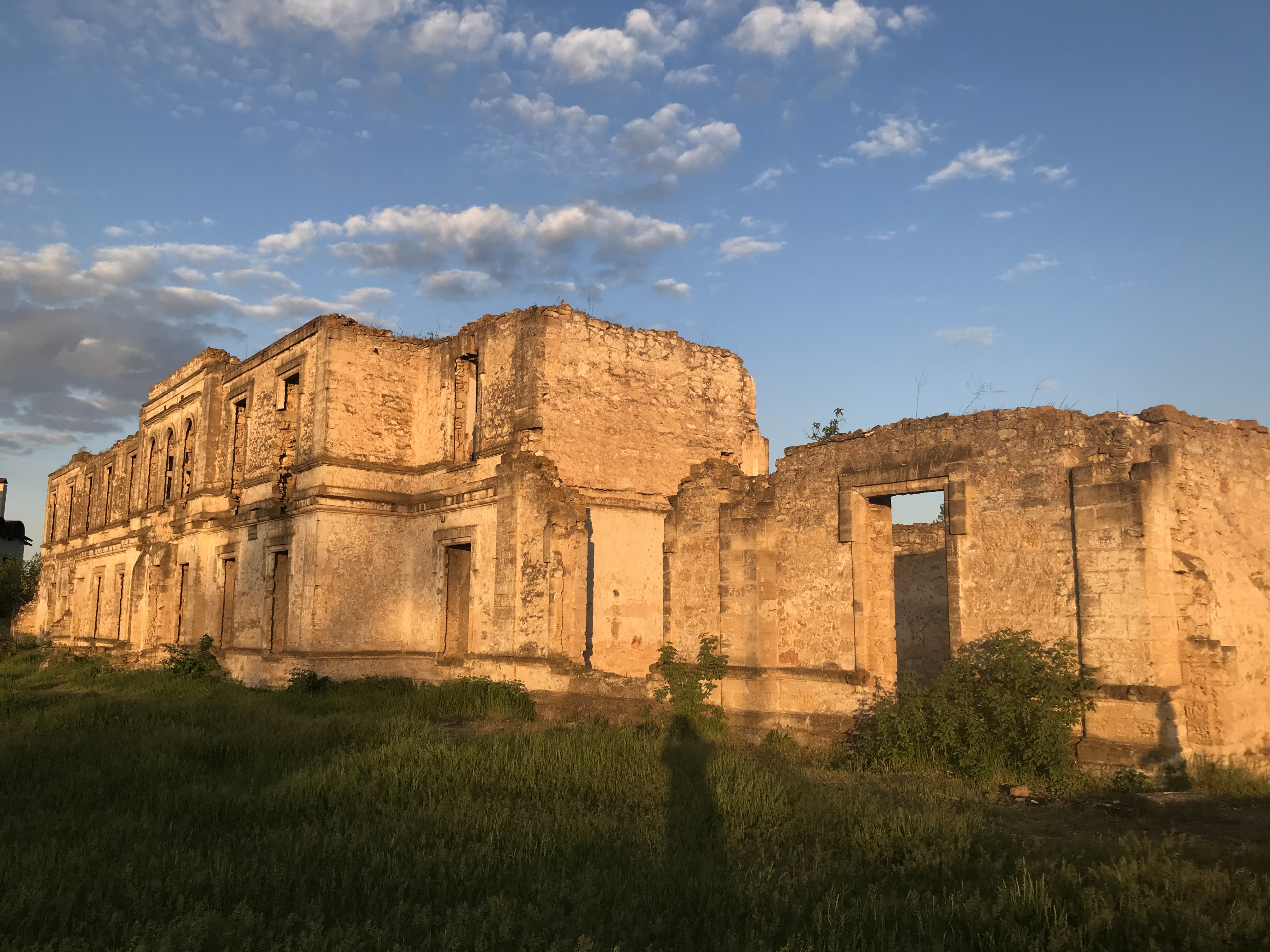
Руїни маєтку князя Трубецького

На трасі — кам'яний міст Катерининського тракту та пам'ятник Богдану Хмельницькому. На території села збереглися руїни палацу князя П. М. Трубецького 1884 р.
Станом на 1886 рік у селі, центрі Козацької волості Херсонського повіту Херсонської губернії, мешкало 537 осіб, налічувалось 97 дворів, лавка. За 3 версти — 2 рибних заводи. За 5 верст — 2 рибних заводи. За 7 верст — рибний завод. За 9 верст — поштова станція, рибний завод, земська станція.
Село постраждало від Голодомору, проведеного радянським урядом у 1932—1933 роках. Згідно з мартирологом Національної книги пам'яті України, складеного на основі свідчень очевидців 2007 року, загинула 1 особа, ім'я якої досі не ідентифіковано.

## Російське вторгнення в Україну (з 2022)

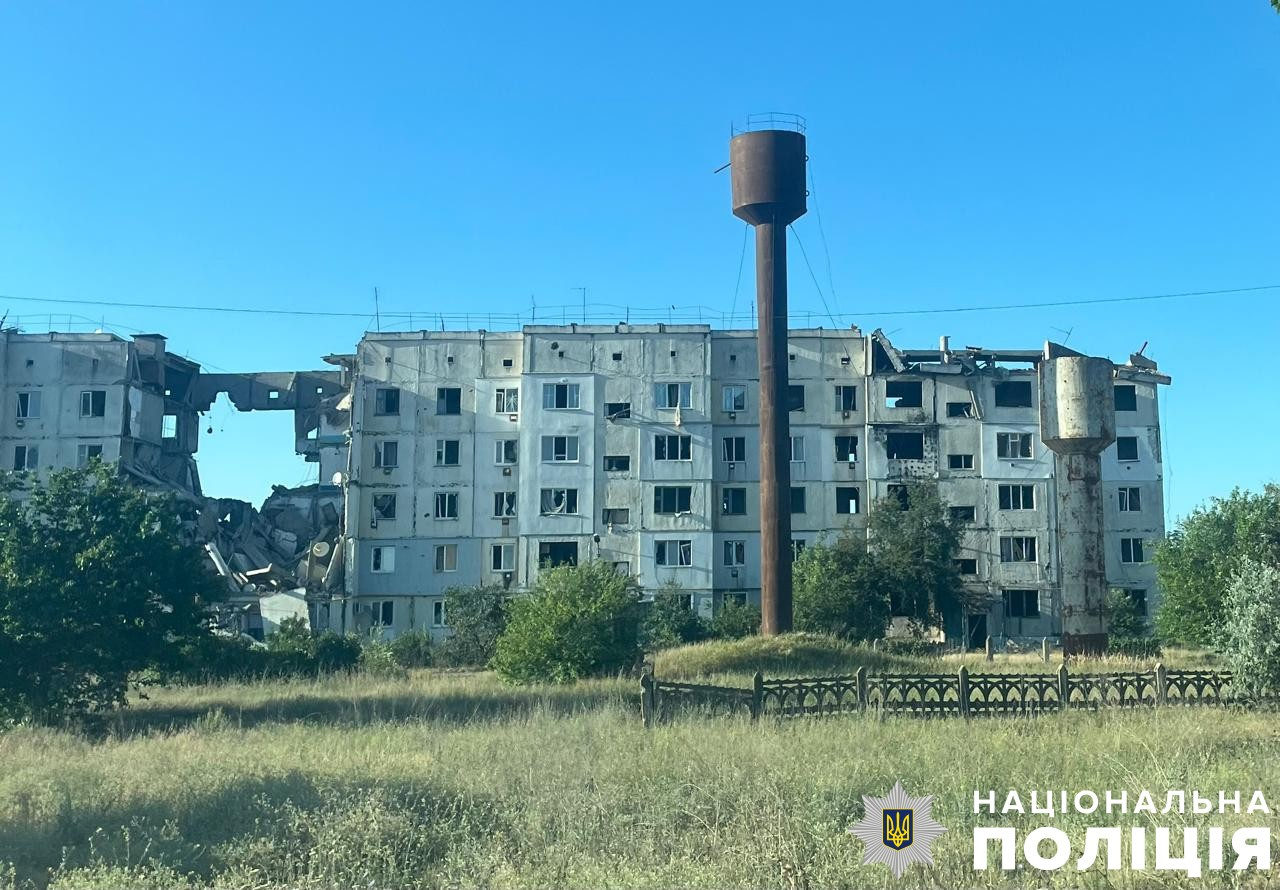
Будинок у Козацькому після російського обстрілу

24 лютого 2022 року російські війська розпочали вторгнення на Херсонщину зі сторони тимчасово захопленого Криму, разом з Новою Каховкою та Північнокримським каналом Козацьке було окуповане російськими військами у перший день вторгнення, того ж дня в будівлю сільської ради влучив російський снаряд.
28 лютого мер Нової Каховки Володимир Коваленко домігся після перемовин з окупантами «зеленого коридору» для евакуації населення в Нову Каховку з сусідніх сіл, Козацького та Веселого.
11 листопада російські війська під час втечі на Лівий берег Дніпра підірвали міст у селищі та замінували деякі дороги, того ж дня Козацьке було звільнено Збройними силами України.
Після звільнення, через близькість до вогневих позицій РФ уздовж лівобережжя річки Дніпро, село довгий час перебувало під постійним вогнем російської армії.
22 листопада російські окупанти вперше обстріляли село, постраждали будинки місцевих жителів.
2 березня 2023 року російські війська з безпілотнику, що скидав боєприпаси, атакували селище та обстріляли пункт видачі гуманітарної допомоги. Внаслідок підступного обстрілу було поранено 9 людей, це найкривавіший обстріл селища за часів його звільнення.
Вранці 6 березня росіяни вчинили артилерійський обстріл іа скидали боєприпаси з дрона на село, постраждала 1 цивільна особа.
26 березня російською авіабомбою в селищі була зруйнована будівля місцевого ліцею.
20 серпня танковим обстрілом атаковано селищний житловий сектор, 1 людина загинула і 1 дістала поранення.

## Населення

### Мова
Розподіл населення за рідною мовою за даними перепису 2001 року:
| Мова            | Кількість | Відсоток |
| --------------- | --------- | -------- |
| українська      | 3138      | 80.67 %  |
| російська       | 605       | 15.55 %  |
| вірменська      | 48        | 1.23 %   |
| білоруська      | 26        | 0.67 %   |
| румунська       | 3         | 0.08 %   |
| болгарська      | 1         | 0.03 %   |
| угорська        | 1         | 0.03 %   |
| польська        | 1         | 0.03 %   |
| інші/не вказали | 67        | 1.71 %   |
| Усього          | 3890      | 100 %    |

## Палац князя Трубецького
Маєток князя П. М. Трубецького споруджений на межі XIX-XX ст. у стилі французького ренесансу.
Головною дорогою до садиби був Дніпро, тому парадний фасад та центральні ворота були направлені до річки. На території садиби знаходився великий кінний завод та численні виноградники закладені в 1896 р. за порадою князя Лева Сергійовича Голіцина.
До наших днів збереглися руїни палацу, огорожа, господарські будівлі, льохи, місток, склад та флігель в стилі псевдоготики.
У 2008 р. прийнято рішення відновити маєток в первинному вигляді.

## Виноградники
У 1896 р. в маєтках «Козацьке» та «Долматове» було закладено виноградники, що належали родині князя Трубецького. Через два роки площа обох виноградників досягла майже 200 десятин чистої культури (без площі доріг).
Виноградники в маєтку «Козацьке» розташовувалися на лесовому ґрунті з домішками чорнозему та значним вмістом заліза.

## Пам'ятки
У містечку є пам'ятник Богданові Хмельницькому. Автори — скульптори І. Білокур, В. Потребенко.

## Люди
- Луканова Тетяна (1963, Козацьке — 2012) — українська співачка.